# Arthur Samuel
Arthur Lee Samuel (Emporia, Kansas, 5 de dezembro de 1901 – Stanford, Califórnia, 29 de julho de 1990) foi um cientista da computação estadunidense. Foi um pioneiro nos campos dos jogos de computador, inteligência artificial e aprendizado de máquina.
Seu programa Game of Checkers é provavelmente o primeiro programa de auto-aprendizagem do mundo, e como tal a primeira demonstração do conceito fundamental da inteligência artificial (AI). Foi membro sênior da comunidade TeX, que dedicou muito tempo dando atenção pessoal às necessidades dos usuários e escreveu um manual TeX em 1983.